# Артиљеријска бригада Седамнаесте дивизије НОВЈ
Артиљеријска бригада Седамнаесте дивизије, формирана је октобра 1944. у саставу 17. источнобосанске дивизије НОВЈ д већ постојећих и новоформираних дивизијских артиљеријских јединица
Имала је четири дивизиона.
У саставу своје дивизије суделовала је у борбама за ослобођење Крагујевца и на Краљевачком мостобрану. Од децембра 1944. до априла 1945. Артиљеријска бригада Седамнаесте дивизије учествовала је у борбама своје дивизије у североисточној Босни. а затим у гоњењу осовинских снага правцем Брчко - Славонски Брод - Бјеловар - Крижевци -Крапина - Рогашка Слатина - Дравоград.
Одликована је Орденом заслуга за народ са златном звездом.